# Zheng Haixia
Zheng Haixia (chinês tradicional:鄭 海霞) (Tuocheng, 10 de março de 1967) é uma ex-basquetebolista chinesa que integrou a Seleção Chinesa Feminina entre os anos de 1983 e 1998 entre os quais conquistou a Medalha de Prata disputada nos XXV Jogos Olímpicos de Verão realizados em 1992 na cidade de Barcelona e a Medalha de Bronze nos XXIII Jogos Olímpicos de Verão realizados em 1988 em Los Angeles.